# Паттерсон, Роберт Портер
Роберт Портер Паттерсон (англ. Robert Porter Patterson; 12 февраля 1891 — 22 января 1952) — американский политик. Занимал пост военного министра США в администрации президента США Гарри Трумена.
Окончил юридический факультет Гарвардского университета, занимался юридической практикой в Нью-Йорке. Принимал участие в Первой мировой войне. В 1930 году президент Герберт Гувер назначил его федеральным судьёй Южного округа Нью-Йорка. Президент Франклин Рузвельт назначил его судьей Апелляционного суда США. В 1940 году президент Франклин Рузвельт назначил его заместителем военного министра США. Он сыграл важную роль в мобилизации вооруженных сил для участия во Второй мировой войне. В 1945 году президент Гарри Трумен назначил его военным министром, и он находился на этом посту до 1947 года, когда он вернулся к своей юридической практике. Позднее он занимал пост президента Ассоциации адвокатов Нью-Йорка и президента Совета по международным отношениям. Погиб в возрасте 60 лет в авиационной катастрофе. Похоронен на Арлингтонском национальном кладбище.